# Deronectes costipennis
Deronectes costipennis là một loài bọ cánh cứng trong họ Bọ nước. Loài này được Brancucci miêu tả khoa học năm 1983.
Loài này phân bố ở Zimbabwe.